# Nephrosperma
Nephrosperma é um género botânico pertencente à família Arecaceae. A sua única espécie é N. van-houtteanum. 